# Karl von Müller-Friedberg

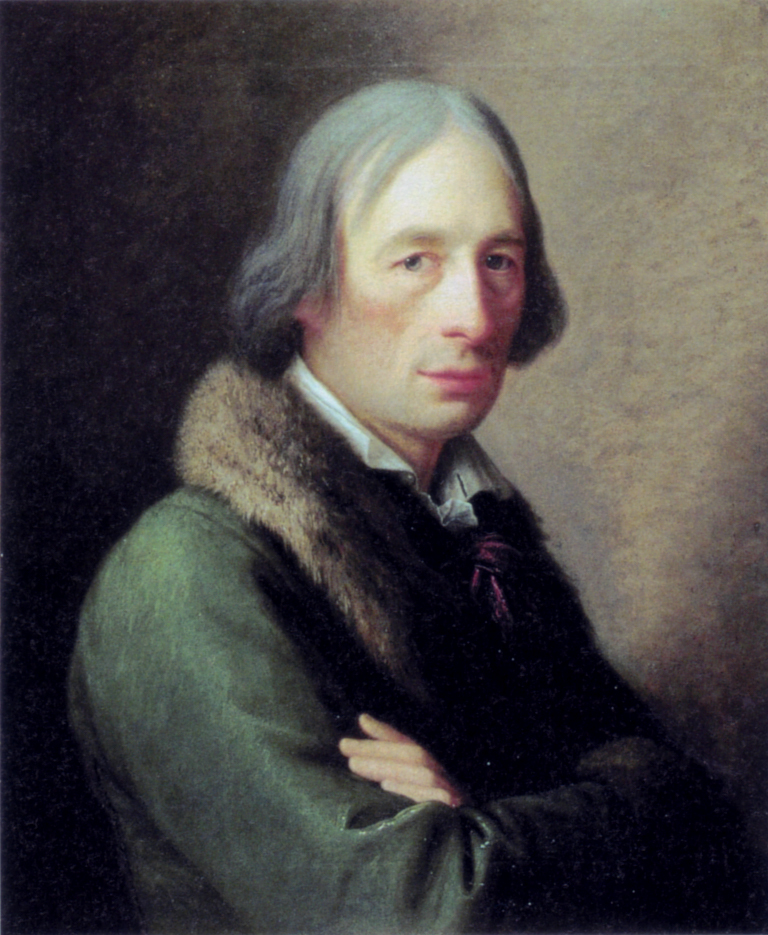
Karl Müller von Friedberg auf einem Porträt von Felix Maria Diogg, 1802

Karl von Müller-Friedberg (auch Karl Müller von Friedberg; * 24. Februar 1755 in Näfels; † 22. Juli 1836 in Konstanz) war ein Schweizer Politiker, Diplomat und Staatsmann. Er ist vor allem bekannt als Organisator und erster Landammann des Kantons St. Gallen.

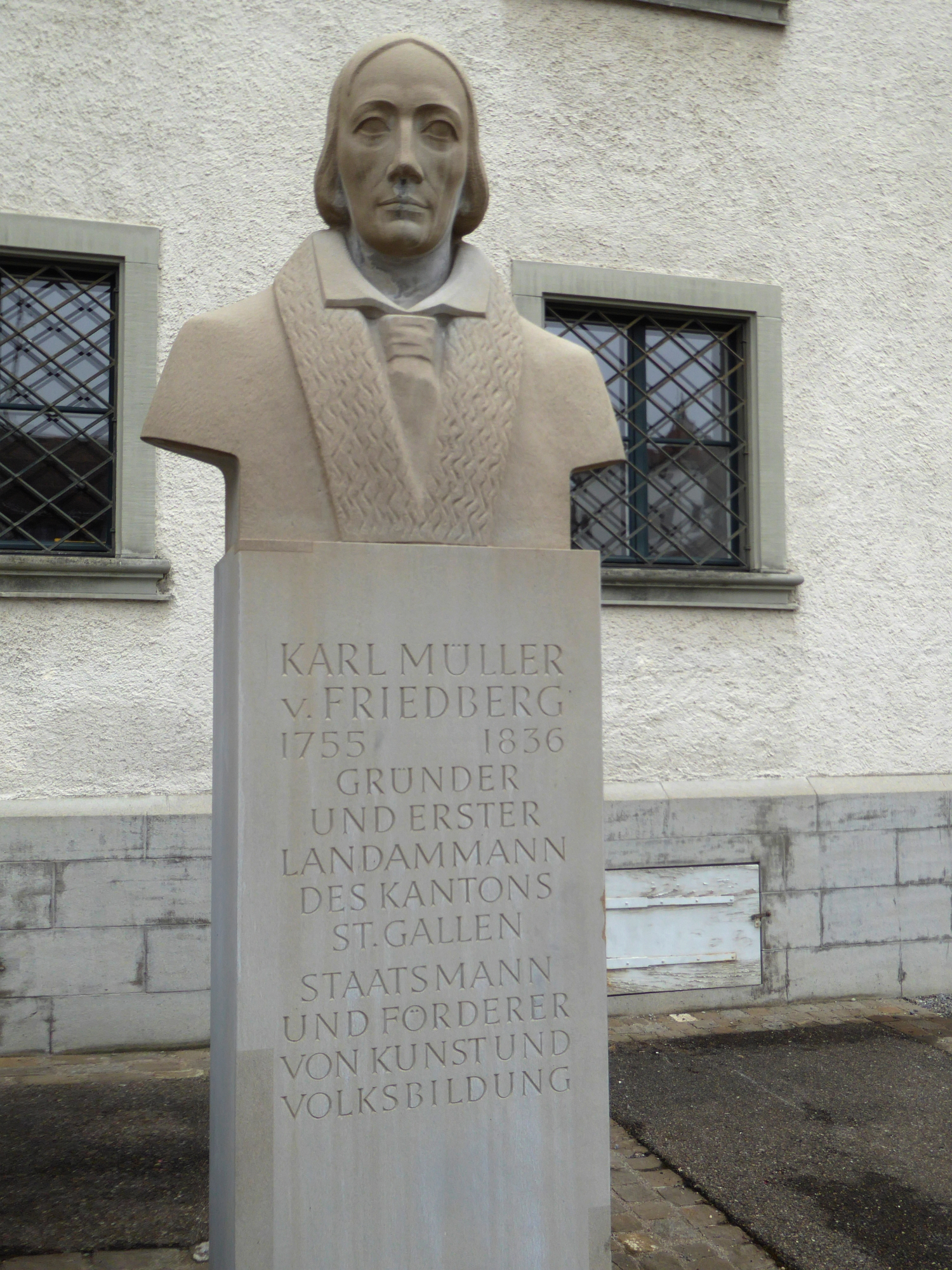
Büste von Max Pfänder. Klosterhof St. Gallen

## Leben und Karriere im Ancien Régime und in der Helvetischen Republik
Karl Franz Aloys Matthias Müller von Friedberg wurde als Sohn des Arztes Franz Joseph Müller Edler von Friedberg aus Näfels geboren. Sein Vater war Landshofmeister (d. h. Premierminister) der Fürstabtei St. Gallen und wurde 1774 vom deutschen Kaiser zum Edlen von Friedberg, 1791 sogar zum Freiherrn ernannt. Nach dem Studium in Besançon und Salzburg trat der Sohn in den Fussstapfen seines Vaters als Hofkavalier in die Dienste des Fürstabtes von St. Gallen. Er wurde zum Pfalzrat ernannt, 1782 übernahm er die Obervogtei Rosenberg (Berneck) im Rheintal, 1783–1792 die Obervogtei des Oberbergeramtes im Fürstenland. Der Höhepunkt seiner Karriere in äbtischen Diensten war die Ernennung zum Landvogt des Toggenburgs 1792. Neben seinen Amtsgeschäften verfasste Müller-Friedberg Dramen und staatsphilosophische Schriften.
Seine Laufbahn nahm 1798 eine dramatische Wende, als er im Zuge des Zusammenbruchs der alten Ordnung in der Eidgenossenschaft am 1. Januar 1798 ohne Rücksprache und gegen den Willen des Fürstabtes Pankraz Vorster die Landschaft Toggenburg in die Unabhängigkeit entliess. Als Dank wurde ihm zwar das Ehrenbürgerrecht der Stadt Lichtensteig zugesprochen, seine Karriereaussichten bei einer allfälligen Restauration der alten Ordnung waren aber klar dahin, da er in den Augen des Fürstabtes als treuloser Verräter galt. 1798 bis 1800 vertrat er als Protektor die Interessen des adligen Damenstiftes Schänis und versuchte vergeblich, sich am Hof in Wien zu bewerben.
Als Vertreter der Partei der Unitarier (Zentralisten) trat Müller-Friedberg in die Politik der Helvetischen Republik ein, die seit 1798 als französische Tochterrepublik auf dem Territorium der alten Eidgenossenschaft bestand. 1799 wurde er Mitglied der helvetischen Finanzkommission, dann Vorsteher der Staatsdomänen, 1801 Abgeordneter in der helvetischen Tagsatzung für Glarus, 1802 provisorischer Staatssekretär des Äussern und schliesslich Senator. Der helvetische Senat entsandte ihn noch im gleichen Jahr zur helvetischen Consulta nach Paris.

## Müller-Friedberg als Gründervater des Kantons St. Gallen
An der Consulta in Paris bewies Karl Müller-Friedberg erneut seine politische Wendigkeit, als er trotz seiner zentralistischen Haltung sich auf die Seite der Föderalisten schlug, als Bonaparte klarmachte, dass er eine föderalistische Schweiz wünsche. Als Napoléon Bonaparte mit der Mediationsakte aus den Resten der helvetischen Kantone Linth und Säntis den Kanton St. Gallen schuf, wurde Müller-Friedberg am 14. Februar 1803 von Bonaparte persönlich zum Präsidenten der Regierungskommission ernannt, die den Kanton konstituieren sollte. Dabei konnte Müller-Friedberg auf die Unterstützung des einflussreichen Zürchers Paul Usteri und des französischen Aussenministers Talleyrand zählen.
Müller-Friedberg organisierte den neuen Kanton mit Geschick und mit eiserner Hand. Er war während 28 Jahren die bestimmende Figur im Kleinen Rat (Regierung) des Kantons St. Gallen und wechselte sich gemäss der Verfassung mit einem reformierten Kollegen im Amt eines Präsidenten des Kleinen und des Grossen Rates (Kantonsparlament) ab, seit 1815 mit dem Titel eines Landammanns. Gleichzeitig war er auch Abgeordneter in der eidgenössischen Tagsatzung.
Sein politischer Hauptgegner war zeit seines Lebens der ehemalige Fürstabt von St. Gallen, Pankraz Vorster, der vergeblich eine Wiederherstellung der Fürstabtei anstrebte. Da in der Mediationsverfassung die Wiederherstellung der Klöster verankert war, machte sich Vorster nicht unbegründete Hoffnungen. Müller-Friedberg sah jedoch in der Rückgabe der umfangreichen Klostergüter auch ohne Wiederherstellung der politischen Souveränität des Klosters eine grosse Gefahr für den neuen Kanton. In der Tat bildete das Klostergut die Basis für das Staatsgut des neuen Kantons. 1805 setzte deshalb Müller-Friedberg per Gesetz die endgültige Aufhebung des Klosters St. Gallen durch und liess das Klostervermögen rücksichtslos liquidieren.
1814 schaffte es Müller-Friedberg, den Mediationskanton St. Gallen gegen partikularistische Interessen zu verteidigen, teilweise nur durch den Einsatz von Waffengewalt. Er verfasste eine auf ihn zugeschnittene autoritäre, zentralistische und undemokratische Kantonsverfassung im Sinne der Restaurationszeit. Sein autoritärer, teilweise fast diktatorischer Regierungsstil machte ihn – trotz vorheriger Klosteraufhebung – zum Feindbild der radikal-liberalen Opposition, die 1831 im Zug der Regeneration seinen Sturz herbeiführte.

## Konstanzer Zeit

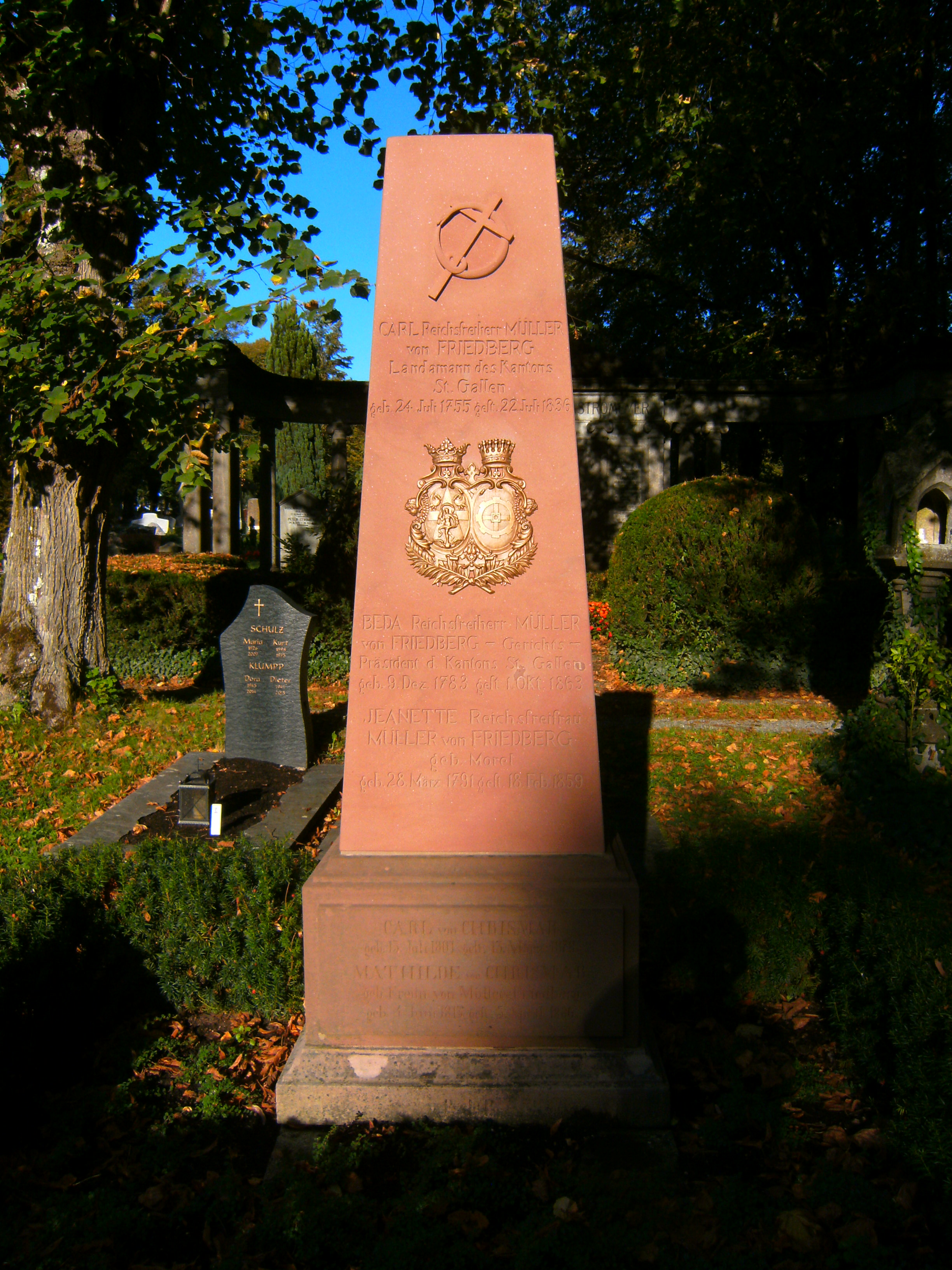
Hauptfriedhof Konstanz, Riesenbergweg. Grabstein Carl Reichsfreiherr Müller von Friedberg (1755–1836)

Karl Müller-Friedberg zog sich 1831 verbittert nach Konstanz zurück, wo er seine Erinnerungen zu Papier brachte und 1836 verstarb. Er ist auf dem Hauptfriedhof Konstanz beigesetzt. Das Grabmal ist Kulturdenkmal. Es besteht aus einem übermannshohen Obelisk aus rosafarbenem Buntsandstein mit Familienwappen aus Bronze. Sein Nachlass befindet sich im Staatsarchiv St. Gallen.

## Familie
Müller-Friedberg heiratete am 24. Februar 1783 Francisca Josepha Suter (1764–8. Mai 1811 in Paris). Ihre Kinder waren:
- Karl Beda Joseph, genannt Beda oder Karl (9. Dezember 1783–1. Oktober 1863), St. Galler Grossrat, Gerichtspräsident, auch Tagsatzungsgesandter. Heiratete Jeannette/Johanna Morel (1791–1859), beide auch in Konstanz beerdigt.
- Maria Josepha Anna Karolina, genannt Anna oder Nanette (11. Januar 1786–1846). Heiratete den Kaufmann Johann Karl Gross von Wil.
- Anton Beat Karl Joseph, genannt Anton (7. April 1790–1873)
- Maria Antonia Johanna, genannt Antoinette (29. September 1792–3. März 1821). Heiratete den Arzt Johann Sinz.

## Publikationen
- Karl Müller-Friedberg: Ueber der Eidgenossen Staats-Interesse in Absicht auf das Fürstenthum Neuenburg und Vallendis. Huber und Compagnie, St. Gallen 1789.
- Karl Müller von Friedberg: Biographische Erinnerungen aus meinem Leben: 1755–1836, herausgegeben von Josef Denkinger, Fehr, St. Gallen 1936, DNB 575182458.